# Cortegada (Orense)
Cortegada es un lugar,parroquia y municipio español de la provincia de Orense. Se encuentra junto al río Miño, en una zona navegable por pequeñas embarcaciones debido a la profundidad que alcanza el río al encontrarse embalsado entre las presas de Castrelo y Frieira. También está dentro de la comarca del Ribeiro. 
Es una villa termal, que cuenta con dos balnearios. Las aguas, cuya temperatura ronda los 38 °C, son sulfurosas y ferruginosas, y se les reconoce propiedades para el tratamiento de distintas enfermedades. Cortegada también se denomina Cortegada de Baños, debido a los balnearios existentes. 
Tiene una superficie de 26,89 km². En 2020 poseía 1070 habitantes y una densidad de 39,79 hab/km².

## Geografía
La localidad está ubicada en el valle central del Río Miño, al sur de la provincia de Orense y a 7 km de la frontera con Portugal. Limita al norte con Arnoya, al este con Gomesende, al sur con Pontedeva y al oeste con Crecente. Sus límites naturales son los ríos Miño, Arnoya y Deva, que influyen en el clima de la zona.
Cortegada tiene varias vías de acceso. Desde la capital de la provincia se puede seguir la margen izquierda del Miño por Alongos, o bien ir hasta Ribadavia, en donde puede accederse bien por Francelos, bien por Arnoya. Otro acceso sería desde Celanova, siguiendo la C-531 Ginzo-Pontevedra. Regresando de Vigo, una vez en La Cañiza se tomará el desvío para enlazar con la mencionada C-531. Asimismo, se puede acceder a Cortegada por la carretera que parte desde Tui y discurre al lado del Miño, por los municipios de As Neves, Arbo y Crecente de la provincia de Pontevedra. Desde allí se llega a la localidad por el puente que existe desde Filgueira.

## Historia

### Antigüedad
Las muestras de hábitat humano más antiguas son los petroglifos de Valongo y Louredo.

### Edad Media
Durante la Alta Edad Media estuvo habitado por campesinos libres y familias de la baja nobleza. Para escapar de los impuestos de reyes y nobles, donaron tierras a los monasterios de Celanova y Ramirás, de tal manera de seguir usándolas pero sin pagar tanto por ellas. El principal señorío fue el monasterio de Celanova (que duraría hasta el siglo XIX) y el monasterio femenino de Ramiráns (Celanova), además de pequeños señores feudales como los Puga y Cid (con pazos en Meréns, Louredo, Valongo y Cortegada).
Desde la Edad Media hasta la Edad Contemporánea, el territorio estuvo organizado bajo el llamado Coto de la Vestiaria (que comprendía las parroquias de Rabiño, Cortegada, Valongo, Zaparín y Refoxos, donde estaba la capital), perteneciente al monasterio de Celanova, y las tierras del monasterio de Ramiráns (Valongo, que después pasó al dominio celanovés). El señorío de los Puga controlaba Meréns, Louredo y Poulo (Gomesende). Celanova aforó a todos los habitantes, los cuales se rebelaron en el siglo XVII ante la subida de la tasa de los foros, intentaron matar al fraile administrador en Refoxos e iniciaron un pleito que duró décadas (lo que habla acerca del nivel adquisitivo de sus habitantes).

## Geografía humana

### Demografía
Cuenta con una población de 1024 habitantes (INE 2024).
| Gráfica de evolución demográfica de Cortegada entre 1842 y 2021                                                       |
| |
| Población de derecho según los censos de población del INE. Población de hecho según los censos de población del INE. |

Gráfica demográfica del lugar y parroquia de Cortegada según el INE español:
| Gráfica de evolución demográfica de Cortegada entre 2000 y 2022 |
|                                                                 |
| Datos según el nomenclátor publicado por el INE.                |

### Organización territorial
El municipio está formado por cuarenta y dos entidades de población distribuidas en siete parroquias:
- Balongo (San Martín)[9]
- Cortegada (Santa María)
- Louredo (San Juan)[10]
- Meréns (San Ciprián)[11]
- Rabiño (San Benito)[12]
- Refojos[13]
- Zaparín (San Martín)[14]

## Administración y corporación municipal
| Resultado elecciones municipales del 28 de mayo de 2023 en Cortegada |       |            |            |
| Nombre                                                               | Votos | Porcentaje | Concejales |
| Partido Popular de Galicia                                           | 542   | 79,12%     | 8          |
| Partido dos Socialistas de Galicia                                   | 133   | 19,41%     | 1          |

| Resultado elecciones municipales de 2019 en Cortegada |       |            |            |
| Nombre                                                | Votos | Porcentaje | Concejales |
| Partido Popular de Galicia                            | 624   | 78,2%      | 7          |
| Partido dos Socialistas de Galicia                    | 157   | 19,67%     | 2          |

| Periodo   | Nombre                             | Partido    |
| --------- | ---------------------------------- | ---------- |
| 1979-1983 | Enrique Carpintero Araujo          | UCD        |
| 1983-1987 | Enrique Carpintero Araujo          | AP         |
| 1987-1991 | Enrique Carpintero Araujo          | PP         |
| 1991-1995 | Enrique Carpintero Araujo          | PP         |
| 1995-1999 | Enrique Carpintero Araujo          | PP         |
| 1999-2003 | Enrique Carpintero Araujo          | PP         |
| 2003-2007 | Enrique Carpintero Araujo          | PP         |
| 2007-2011 | Avelino Luis de Francisco Martínez | PSdeG-PSOE |
| 2011-2015 | Avelino Luis de Francisco Martínez | PSdeG-PSOE |
| 2015-2019 | Avelino Luis de Francisco Martínez | PP         |
| 2019-2023 | Avelino Luis de Francisco Martínez | PP         |

## Patrimonio

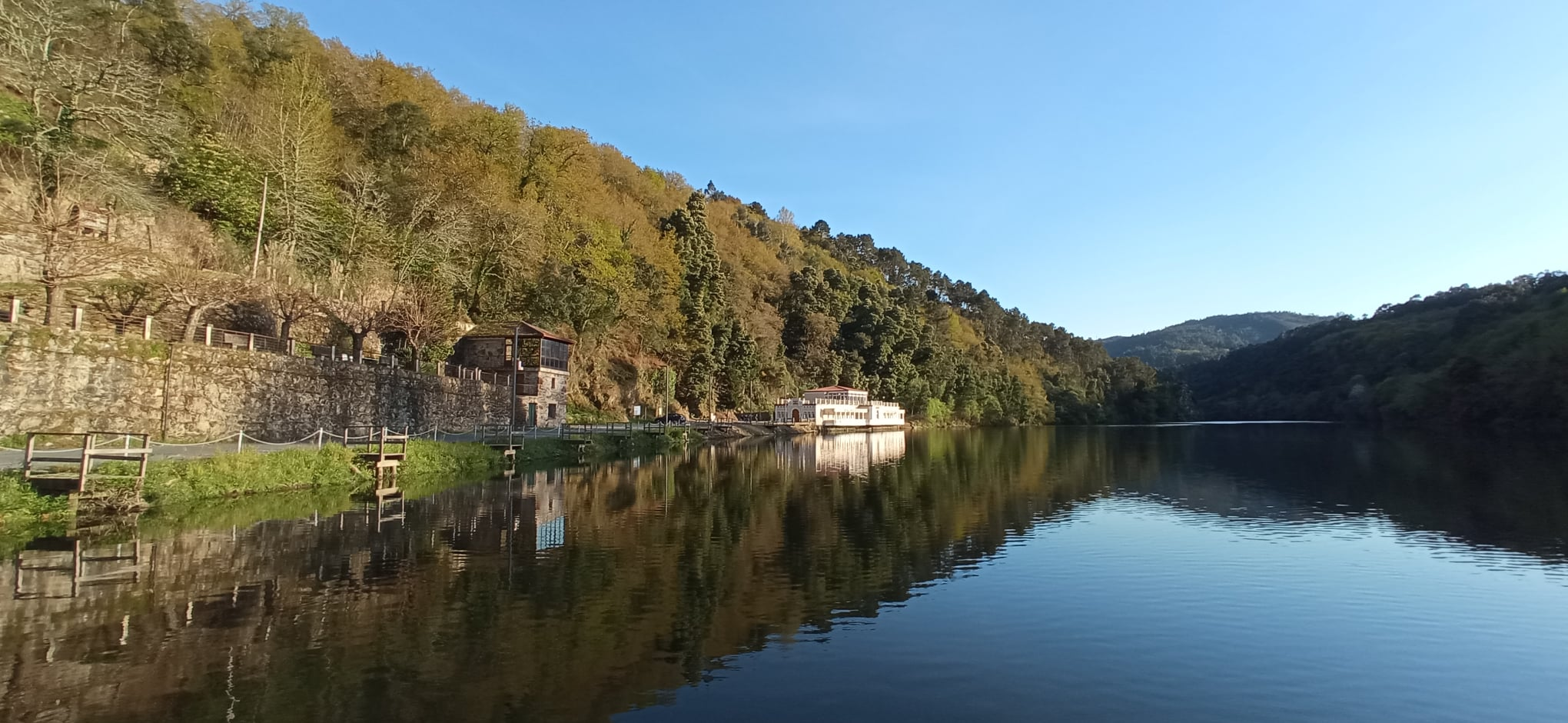
Balneario de 1937, hoy museo y restaurante

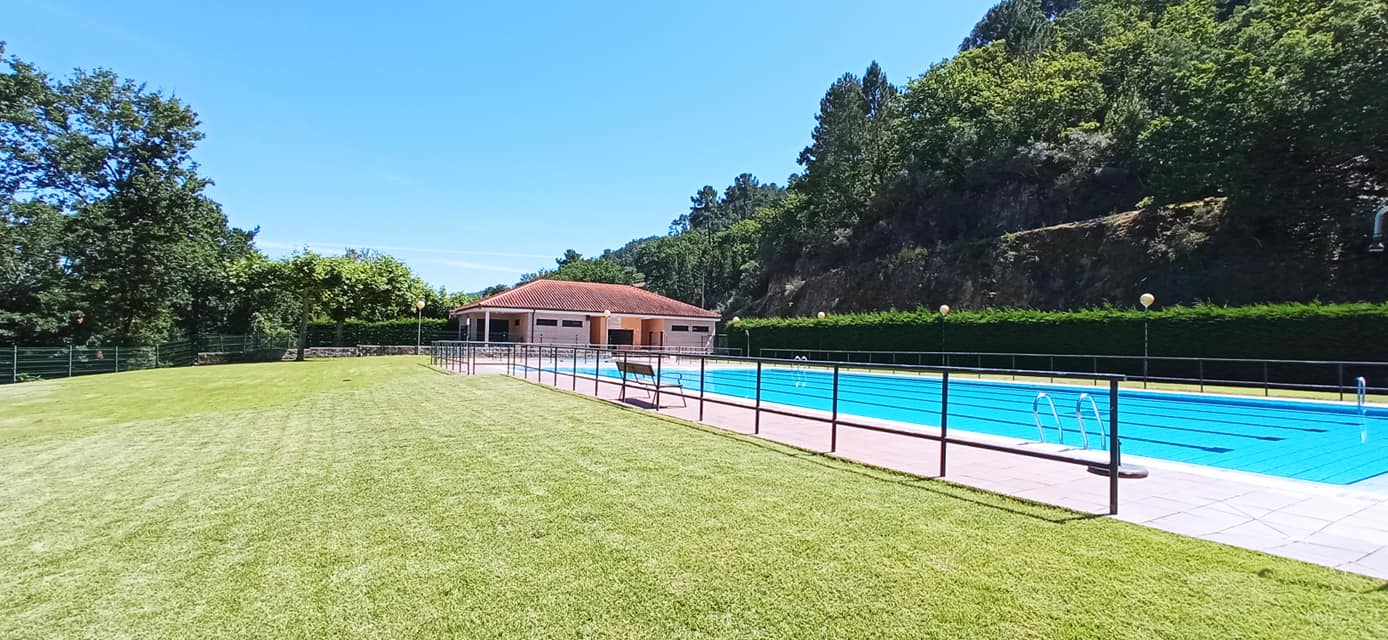
Piscinas municipales Baño del Monte

El ayuntamiento dispone de varios lugares de interés, tanto por su patrimonio arquitectónico como paisajístico. Entre ellos cabe destacar: 
- Petroglifos del monte Picoñas, arte neolítico grabado en las piedras de la llanura del Monte Picoñas (334 m) situado encima de Casaldálvaro e o Casal, se puede acceder a ellos a través de un a pista forestal que comienza en el cruce al principio del Puente Cortegada-Pontebarxas y los pueblos de Valongo, yendo por la pista forestal monte arriba se llega al lado de depósito de agua de la zona y se interna uno en la maleza hasta donde unas peñas que tienen inscritos diversos grabados en forma de laberintos, cupmarks y cazoletas de gran tamaño, desde allí se divisa todo el valle del río Navia.

- En Valongo se encuentra la iglesia barroca de San Martín. Fue reconstruida a mediados del XVIII gracias al donativo de Diego Martín de Vergara, agustino natural de esta tierra y que alcanzó la dignidad de arzobispo en Bogotá. Su arquitecto fue discípulo del arquitecto del templo de Rabiño que volvió aplicar sus conocimientos en la iglesia de San Lorenzo de Fustanes. Hay dispersos por el municipio cruceros antiguos en los lugares de Prado, Pousa, Vilaverde Casares y Louredo. Petos de ánimas en Rabiño, Torre, Meréns y Louredo. Destaca su fachada ornamentada con molduras, una gárgola y una escultura en bulto redondo del santo vestido a la moda del XVIII, también cuenta con nun escudo arzobispal en su lateral.

- Canastros en Piñón. En una era comunal sobre el valle de Arnoya.

- Pazo de Louredo: construcción civil nobiliaria de un solo nivel de planta cuadrada, con un patio cerrado por una puerta principal de arco de medio punto decorada con molduración corrida sobre el dintel de la puerta que sostiene dos almenas de pico . A ambos lados de la puerta están dos escudo de la familia PUGA que dominaba una franja formada por meréns, louredo y Poulo, una cruz sobre la peana encima justo de la puerta de arco de medio punto.

- Ara romana de Zaparín, altar pagano con la siguiente inscripción: "Diis Ceceaicis iriba Marcus Aeturi" que significa: "Marco de la tribu de los Eturios dedica esta ara alos dioses  Ceceaicis".. Tiene sobre ella una cruz de piedra, frente a la iglesia de San Martiño de Zaparín.

- Iglesia del Rabiño, dedicado a San Benito. El templo, barroco, perteneció al monasterio de Celanova, fundado por San Rosendo, a través del Priorato de Arnoya. Destaca su torre central que se alza sobre la puerta principal dando impulso vertical a la fachada. Sobre la puerta, y en medio de un frontón triangular, se puede observar la efigie de San Benito. Relieves de la Trinidad decoran el retablo mayor del XVIII. El templo es de planta de cruz latina en granito del país, con una sola nave cubierta de arcos de medio punto a lo largo de su cuerpo hasta desembocar en el crucero , donde se forman tres bóvedas sostenidas por nervaduras, de cuatro brazos en los brazos laterales y dieciséis en la bóveda de la cabeza, donde el diseño dibuja un rombo dividido en cuatro espacios de lados convexos. Las nervaduras están pintadas o bien son de mármol veteado marrón; las capillas laterales ostentan como claves de sus nervaduras sendos dibujos del sol y la luna humanizados por un rostro, las claves de las nervaduras de la bóveda principal ostentan decoración vegetal , una cruz asturiana y una luna acompañada de dos estrellas, en la sacristía la bóveda está soti¡enida por cuatro nervaduras reunidas en una clave que tiene tallada un sombrero eclesial de dos puntas. Tanto las bóvedas laterales como la central conservan pinturas. Este templo estuvo en terrenos pertenecientes al monasterio de Celanova, y según el catastro del marqués de Ensenada (siglo XVIII) esta zona llamábase Coto de la Vestiaría, con concejo y monasterio sujeto al de Celanova, en la parroquia de Refojos. Allí estaban dos curas, uno por la parte espiritual y otro por la parte administrativa junto con un notario y juez. Esta iglesia se conocía como san Benito de la Arnoya y según De la Cueva en su libro "De los prioratos y anejos al monasterio de Celanova" (siglo XVII) "provee este coto el abad de Celanova a beneficio de San Benito de Refojos, donde há una imagen mui frecuentada y vale este beneficio de 600 a 700 ducados cada año de renta".
A su lado se encuentra uno de los pocos milladoiros que existen en Galicia, edificio de planta cuadrada con tejado a cuatro aguas, sustentado por cuatro arcos y cuatro pilares sustentando una bóveda de crucería; en el centro del edificio se encuentra una mesa de ofrendas y un crucero tallado con la virgen María y el Cristo.

- Pazo de Seixomil, aldea donde se puede observar una típica aldea gallega tradicional bastante abandonada y sin apenas construcciones contemporáneas por lo que se puede observar un urbanismo preindustrial así como su pazo(privado) en el que destaca su gran chimenea.
- Panorama del valle de Arnoya, se puede observar todo el valle del Arnoya desde la aldea de Zaparín, así como el Coto Novelle, asimismo en los montes comunales de la aldea de Louredo se puede observar y entrar al cañón del río Arnoya.

- Puente barroco de Valongo, el casal de "a ponte" oculto entre caminos vecinales cruza sobre el río Deva. AUnque recibe el nombre de puente romano fue edificado en el siglo XVIII:

- En Meréns, se puede visitar la casa del conde de Meréns (1789), en la que contemplar el mayor escudo heráldico de Galicia, con dieciocho cuarteles rematados por una corona condal. En él están los apellidos Araújo, Feijóo, Ortigueira, Mosquera, Cismero, Figueiroa, Nóvoa y Sarmiento. El pueblo antes estaba donde hoy está el cementerio.

- En la misma Cortegada, al pie del río Miño, se puede encontrar un palacete modernista recientemente restaurado, único resto que queda del balneario antiguo. Sus aguas, sulfurosas y ferruginosas, alcanzan los 38 °C, poseyendo reconocidas propiedades para enfermedades hepáticas, respiratorias, gastrointestinales, genético- urinarias, y enfermedades de la piel.

- Iglesia de Louredo, edificada en 1906 por D. Daniel Vázquez Gulías, (importante arquitecto modernista gallego)contiene una labra románica de la virgan María en piedra. En este mismo pueblo se halló otra muestra de petroglifos, unas cazoletas en la pena do campo, al borde del camino, a 400 metros por la carretera que lo une con o Rabiño se encuentra otra peña granítica con petroglifos en forma de herradura, ya comentados en los años 30 por Fermín Bouza Brey , en la vertiente Sur de la misma ladera se hallaron pilas megalíticas en las rocas y cazoletas en cascada, en un paisaje que domina el valle del Arnoya.

## Deportes
Se disputa en su municipio la Subida a Cortegada, prueba de automovilismo del campeonato gallego de montaña, que se recupera al calendario en 2016. Existe un club de fútbol que milita actualmente en la 1.ª regional autonómica.